# Miloš Terzić
Miloš Terzić (en serbe : Милош Терзић) est un joueur serbe de volley-ball né le 13 juin 1987 à Lazarevac. Il mesure 2,04 m et joue réceptionneur-attaquant. Il totalise 41 sélections en équipe de Serbie.

## Clubs
| Club                | De        | À         |
| ------------------- | --------- | --------- |
| ÉR Belgrade         | 2007-2008 | 2010-2011 |
| Tours Volley-Ball   | 2011-2012 | 2011-2012 |
| CVM Tomis Constanța | 2012-2013 | 2012-2013 |
| Chaumont VB52       | 2013-2014 | 2015-2016 |
| Nice Volley-Ball    | 2016-2017 | 2016-2017 |
| Cuprum Lubin        | 2017-2018 | 2017-2018 |
| CS Arcada Galați    | 2018-2019 | 2019-2020 |
| Nice Volley-Ball    | 2020-2021 | ...       |

## Palmarès
- Championnat d'Europe (1)
  - Vainqueur : 2011
- Championnat de France (1)
  - Vainqueur : 2012
- Championnat de Serbie (1)
  - Vainqueur : 2008
  - Finaliste : 2010
- Coupe de Serbie (2)
  - Vainqueur : 2009, 2011